# Citroën BX 4TC
La Citroën BX 4TC è una versione da competizione derivata dalla Citroën BX, progettata dalla Citroën Racing, il reparto corse della casa automobilistica francese Citroën, appositamente per competere nel Campionato del mondo rally conformemente alle normative per il Gruppo B. La vettura prese parte a tre appuntamenti del mondiale 1986.

## Il progetto e i primi prototipi

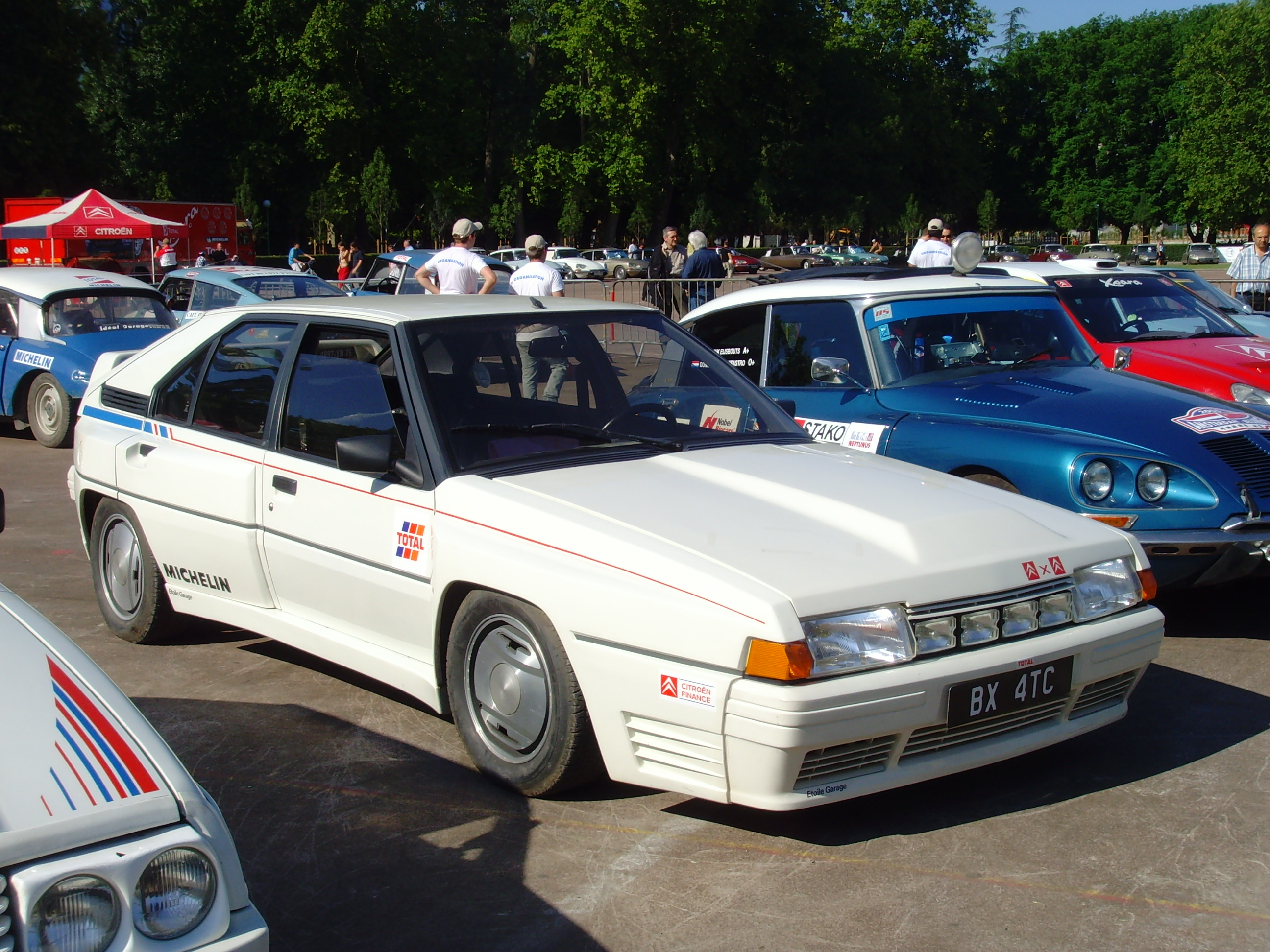

Nel 1983 il reparto corse della casa francese, Citroën Competitions, decise di realizzare un modello da corsa che fosse capace di competere nel massimo livello del campionato del mondo rally, ovvero la classe B-12 del gruppo B. In quegli anni infatti Citroën gareggiava soltanto nelle classi 1300 cc e 1600 cc con le varie versioni da corsa della Citroën Visa.
Sotto la supervisione del progettista Guy Verrier, vennero realizzati in totale cinque prototipi della BX 4TC prima della versione definitiva che avrebbe debuttato nel 1986. Il primo montava un motore anteriore trasversale da 1996 cm³, 16 valvole e 310 CV di potenza, con trazione anteriore e cambio Hewland. Il secondo, disegnato da Michel Mokricky, era spinto da un 2155 cc turbocompresso, quattro ruote motrici e sospensioni idropneumatiche. Il terzo fu un'evoluzione del primo e adottava la trazione integrale, con il propulsore portato a 2445 cm³ e 325 CV di potenza, telaio a struttura reticolare e sospensioni di tipo MacPherson. 

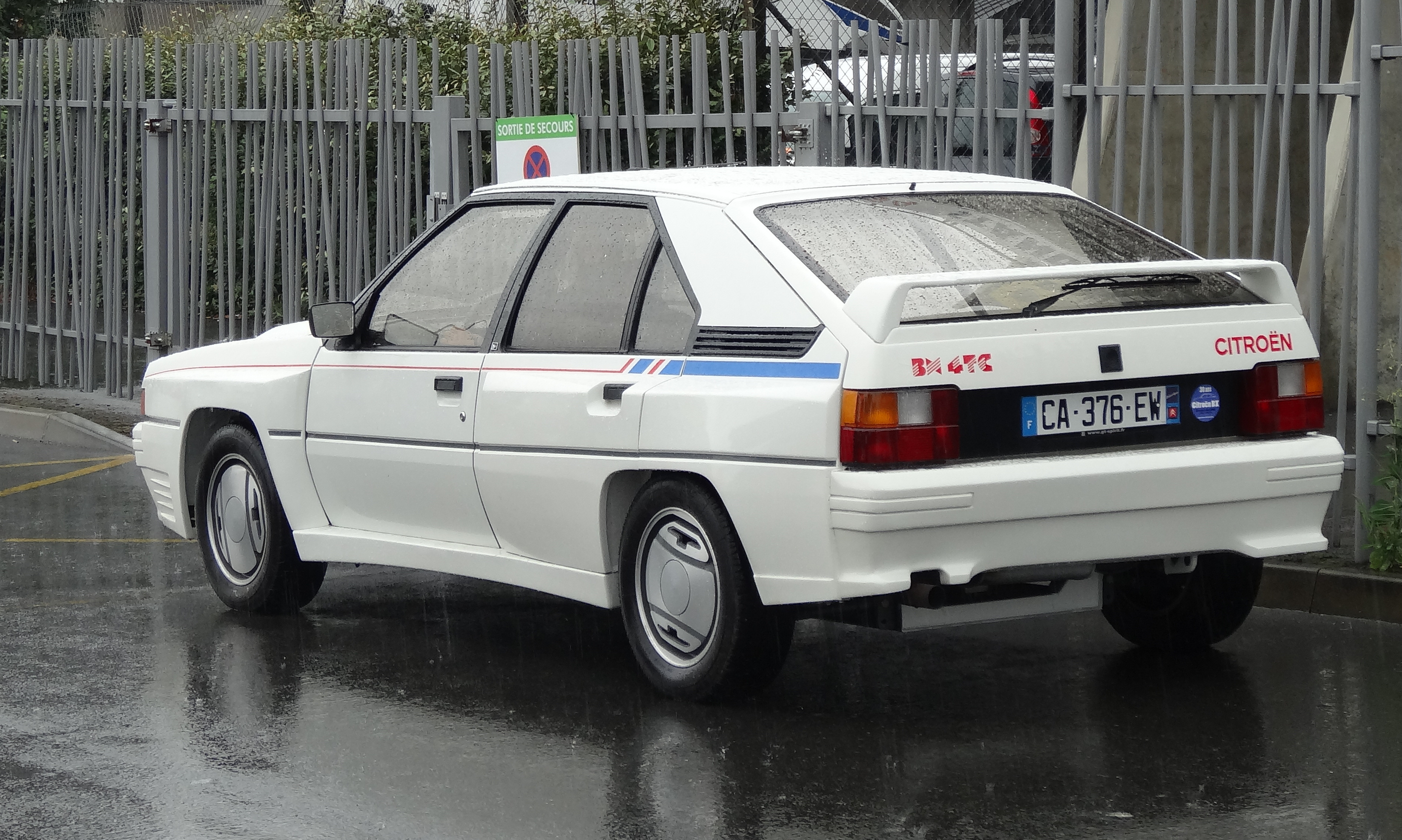
La versione stradale della BX 4TC

Il quarto prototipo era costruito invece attorno a un telaio monoscocca, con motore anteriore longitudinale da 2140 cm³, turbocompresso capace di erogare 405 CV (poi ridotti a 380 per questioni di affidabilità) e utilizzo delle sospensioni idropneumatiche. L'auto presentava un notevole sbalzo anteriore a dispetto di quello posteriore, estremamente ridotto, che faceva sembrare la vettura sbilanciata; per distribuire al meglio le masse, i progettisti posizionarono al retrotreno i radiatori dell'acqua e dell'olio. Il quinto non era altro che la versione stradale del quarto, depotenziata a 200 CV, da costruire in almeno 200 esemplari come dettava il regolamento vigente nel gruppo B.
Guy Verrier confermò il quarto prototipo come vettura ufficiale da schierare nel mondiale rally e costruì i 20 esemplari previsti dal regolamento nel quartier generale Citroën. 
L'auto, denominata anche BX 4 TC Evolution, venne omologata ufficialmente il 1º gennaio 1986.

## Specifiche

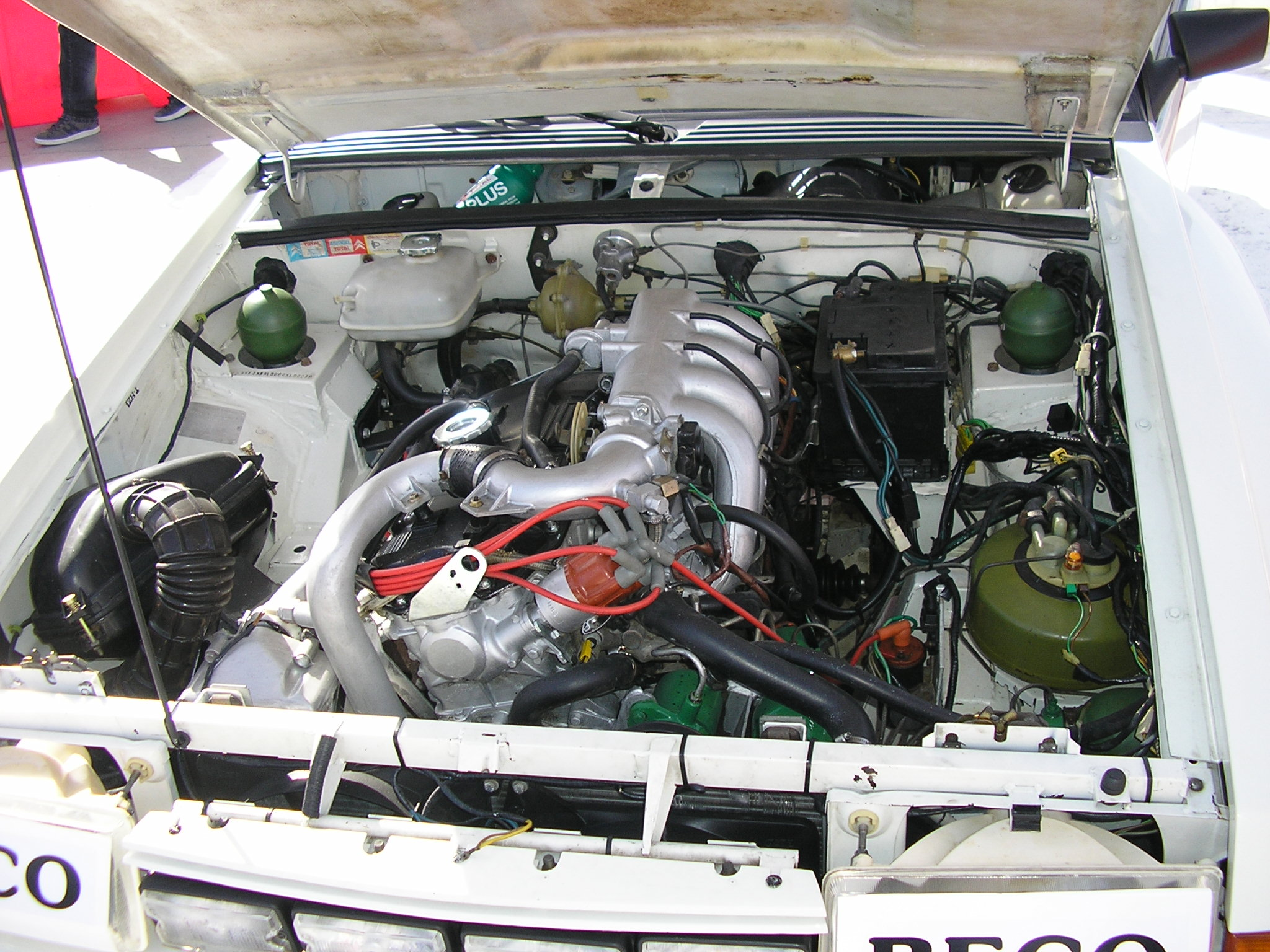
Il motore della BX 4TC

Il motore era un 2141 cm³ di derivazione Simca Type 180 N9TE, quattro cilindri in linea, disposto longitudinalmente all'anteriore, con alesaggio di 91,4 mm e corsa di 81,6 mm, distribuzione OHC a catena, 8 valvole, alimentazione a iniezione elettronica Bosch e dotato di turbocompressore di tipo KKK con intercooler. Esso erogava una potenza di 380 CV a 7000 giri/min e una coppia massima di 460 Nm a 5500 giri/min. I seguito il motore fu installato anche sulla concept car Citroën Zabrus.
La trasmissione era a trazione integrale con differenziali a slittamento limitato e autobloccante al posteriore, cambio meccanico Citroën SM-C35 a cinque rapporti e frizione a doppio disco a secco. Il telaio era di tipo monoscocca con roll-bar multisaldato  e sospensioni idropneumatiche a doppio triangolo con barra antirollio mentre l'impianto frenante era dotato sia all'anteriore che al posteriore di dischi ventilati da 260 mm di diametro con pinze a quattro pistoncini. L'auto montava cerchi da 15".

## Attività sportiva

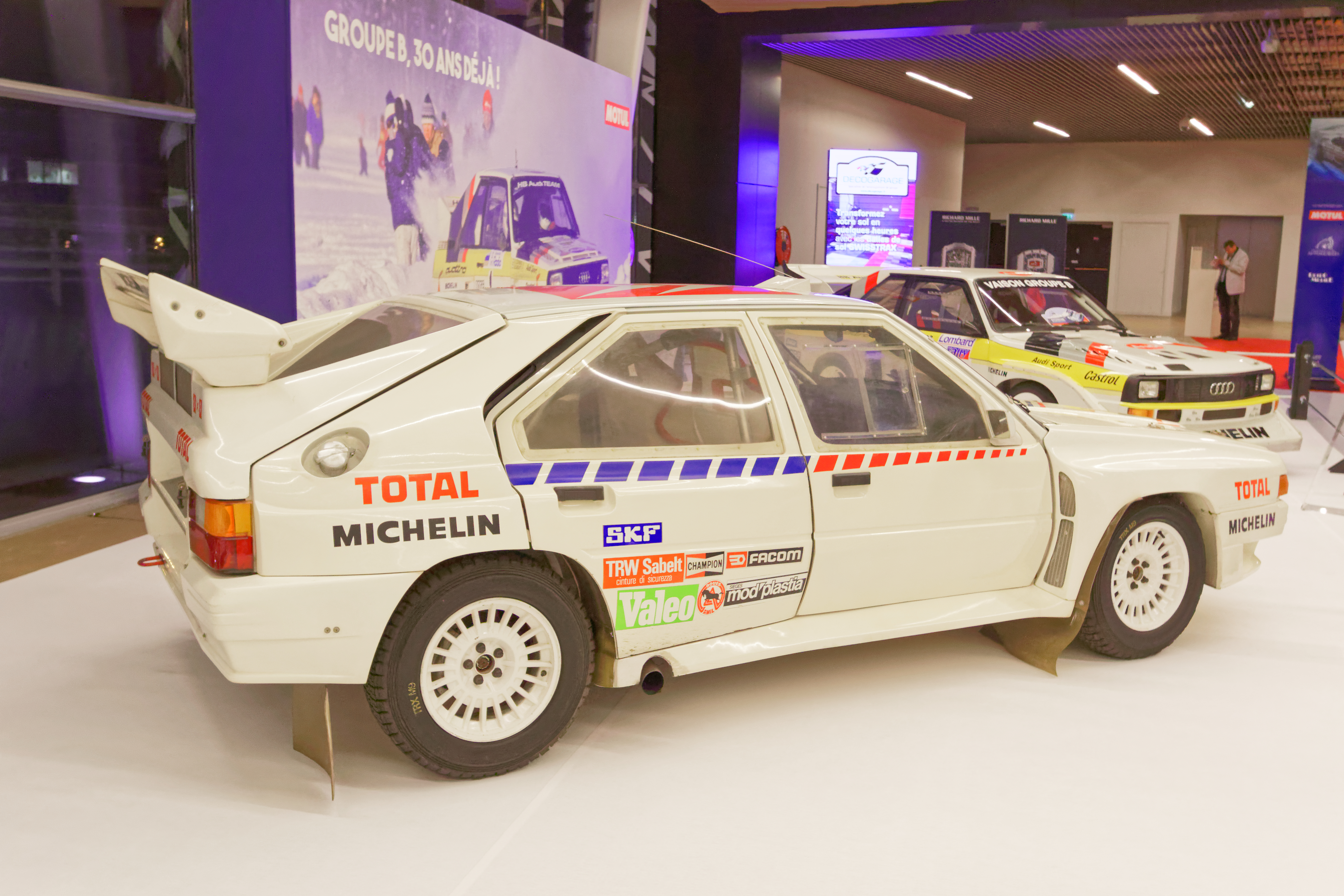
Vista laterale della BX 4TC

In vista del mondiale 1986, la BX 4TC non ebbe certamente i favori del pronostico, partendo con notevole svantaggio tecnico al cospetto delle squadre rivali, soprattutto Peugeot, Audi e Lancia, che avevano a disposizione un budget elevato per sviluppare le proprie auto interpretando i regolamenti del gruppo B in modo estremo e creando auto performanti come la 205 Turbo 16 Evo2, la Sport quattro S1 e la Delta S4. 
La vettura francese era infatti stata realizzata prendendo come modello la prima Audi quattro del 1983, da cui prese l'impostazione del motore anteriore e l'idea di spostare al retrotreno i radiatori, ed era penalizzata dall'utilizzo di un propulsore di vecchio stampo (veniva utilizzato negli anni 70), con blocco in acciaio, distribuzione monoalbero e soltanto 8 valvole; anche il cambio era datato, derivante da quello che equipaggiava modelli DS, e l'auto non era dotata di differenziale centrale. Il peso totale era di 1150 kg mentre quello minimo era di 960 da regolamento. D'altro canto le sospensioni pneumatiche sembrava potessero assicurare un convincente comportamento sulle superfici sconnesse.
Costruita con una moltitudine di componenti di fabbricazione PSA distribuiti in tutta la vettura, la BX 4TC denotò chiaramente lo spirito perseguito da Verrier nel suo progetto, votato all'attaccamento alla tradizione Citroën piuttosto che all'elaborazione estrema richiesta per primeggiare nel gruppo B.

### Stagione 1986
La BX 4TC esordì al Rally di Monte Carlo con due vetture, guidate dai francesi Jean-Claude Andruet e Philippe Wambergue, i quali dovettero ritirarsi rispettivamente per incidente e per problemi alle sospensioni. 
Nel successivo Rally di Svezia Andruet, pilota specialista nell'asfalto, sorprese tutti portando la vettura al sesto posto finale mentre Wambergue fu nuovamente costretto al ritiro per problemi al circuito di lubrificazione. 
Dopo una pausa che si protrasse per tre appuntamenti iridati, in cui Citroën si dedicò allo sviluppo della vettura, la BX 4TC tornò in gara al Rally dell'Acropoli con tre vetture, la terza delle quali condotta da Maurice Chomat; Andruet si ritirò per incidente alla terza prova speciale, quando era secondo in classifica dietro allo svedese Kalle Grundel su Ford RS200 e davanti al futuro vincitore Juha Kankkunen su 205 Turbo 16; Wambergue accusò nuovamente noie alle sospensioni alla prima speciale e lo stesso destino toccò anche a Chomat.
Dopo la delusione maturata nell'appuntamento greco, i vertici Citroën decisero di ritirare la vettura dal campionato, chiudendo con un bilancio di un sesto posto, sei ritiri e 10 punti conquistati in classifica costruttori.